# Dame Fortune
| Совокупная оценка    | Совокупная оценка |
| Источник             | Оценка            |
| -------------------- | ----------------- |
| Metacritic           | 73%               |
| Оценки критиков      |                   |
| Источник             | Оценка            |
| AllMusic             | [ 2 ]             |
| Consequence of Sound | B                 |

Dame Fortune — шестой студийный альбом американского музыканта и продюсера RJD2, изданный 25 марта 2016 года на RJ's Electrical Connections. Пластинка вдохновлена соул-музыкой Филадельфии, города в котором проживает музыкант. На альбоме присутствует гостевой вокал от Son Little (Aaron Livingston) и Phonte.

## Список композиций
| №                   | Название                        | Длительность |
| ------------------- | ------------------------------- | ------------ |
| 1.                  | «A Portal Inward»               | 2:46         |
| 2.                  | «The Roaming Hoard»             | 2:33         |
| 3.                  | «Peace of What»                 | 3:29         |
| 4.                  | «The Sheboygan Left»            | 4:50         |
| 5.                  | «A New Theory»                  | 2:04         |
| 6.                  | «We Come Alive»                 | 4:33         |
| 7.                  | «PF, Day One»                   | 4:55         |
| 8.                  | «Saboteur»                      | 3:59         |
| 9.                  | «Your Nostalgic Heart and Lung» | 4:42         |
| 10.                 | «Up in the Clouds»              | 4:48         |
| 11.                 | «Band of Matron Saints»         | 4:02         |
| 12.                 | «Portals Outward»               | 1:20         |
| Общая длительность: | Общая длительность:             | 44:01        |